# العشاء في عمواس (كارافاجيو، ميلانو)
العشاء في عمواس هي لوحة زيتية للفنان الإيطالي كارافاجيورسمها في 1606، اللوحة معروضة حالياً في بيناكوتيكا دي بريرا، ميلانو.